# Hypochrysops singkepe
Hypochrysops singkepe är en fjärilsart som beskrevs av D'abrera 1977. Hypochrysops singkepe ingår i släktet Hypochrysops och familjen juvelvingar. Inga underarter finns listade i Catalogue of Life.